# Practical Ethics
Practical Ethics, um livro de 1979 do filósofo moral Peter Singer, é uma introdução à ética aplicada.

## Resumo
Singer analisa, em detalhes, por que e como os interesses dos seres devem ser ponderados. Em sua opinião, os interesses de um ser devem sempre ser ponderados de acordo com as propriedades concretas desse ser, e não de acordo com o fato de ele pertencer a algum grupo abstrato. Singer estuda várias questões éticas, incluindo raça, sexo, capacidade, espécie, aborto, eutanásia, infanticídio, experimentos com embriões, direitos dos animais, violência política, ajuda internacional e se temos a obrigação de ajudar os outros. A segunda edição de 1993 acrescenta capítulos sobre refugiados, meio ambiente, igualdade e deficiência, experiências com embriões e o tratamento de acadêmicos na Alemanha. Uma terceira edição publicada em 2011 omite o capítulo sobre refugiados e contém um novo capítulo sobre as mudanças climáticas.

## Recepção
Practical Ethics é amplamente lido e foi descrito como “um excelente texto para um curso introdutório de ética” pelo filósofo John Martin Fischer. O filósofo James Rachels recomendou o livro “como uma introdução centrada em questões práticas como aborto, racismo e assim por diante”. O filósofo Mylan Engel chamou o livro de “leitura obrigatória para qualquer pessoa interessada em viver uma vida ética”.
A crítica de H. L. A. Hart sobre a primeira edição no The New York Review of Books foi mista. Embora tenha escrito que “a utilidade desse livro para os estudantes de sua disciplina dificilmente pode ser exagerada”, Hart também criticou Practical Ethics pela inconsistência filosófica em seu capítulo sobre o aborto. Ele argumenta que Singer não explica suficientemente como a preferência e o utilitarismo clássico veem o aborto, e não destaca suas diferenças.